# تئو درات
تئو درات (به انگلیسی: Theo de Raadt) زاده ۱۹ می ۱۹۶۸ یک مهندس نرم‌افزار است که در کالگری، آلبرتا،کانادا زندگی می‌کند. او بنیان‌گذار و رهبر پروژه‌های اپن‌بی‌اس‌دی و اپن‌اس‌اس‌اچ است و همچنین از یکی از مؤسسین پروژه نت‌بی‌اس‌دی بود.

## کودکی
پدر تئو یک آلمانی و مادر او اهل آفریقای جنوبی بود. آن‌ها چهار فرزند داشتند که تئو بزرگ‌ترین آن‌ها بود و تئو دو خواهر و یک برادر کوچک‌تر از خود داشت. خانواده تئو در نوامبر ۱۹۷۷ به کانادا مهاجرت کردند. در سال ۱۹۸۳ رکود اقتصادی بزرگی که در آن سال‌ها اتفاق افتاده بود خانواده تئو را مجبور به مهاجرت به یوکان کرد. قبل از مهاجرت تئو اولین کامپیوترش را که یک کومودور VIC-20 بود خرید. که کمی بعد با یک آمیگا جایگزین شد. او اولین برنامه‌های خود را با این کامپیوترها نوشت. در سال ۱۹۹۲ او مدرک کارشناسی خود را در رشته علوم رایانه از دانشگاه کلگری دریافت کرد.

## نت‌بی‌اس‌دی
پروژه نت‌بی‌اس‌دی در سال ۱۹۹۳ توسط آدام گلاس، تئو درات، کریس دمتریو و چارلز هانوم که در مجموع از سرعت توسعه ۳۸۶بی‌اس‌دی احساس ناامیدی می‌کردند بنیان‌گذاری شد و معتقد بودند که یک مدل توسعه بازتر برای توسعه دادن یک سیستم‌عامل مفیدتر خواهد بود. این پروژه که تمرکز خود را بر روی نوشتن کدهایی تمیز، قابل حمل و درست گذارده بود و هدف آن تهیه سیستم‌عامل یکپارچه، چند سکویی، با کیفیت بود.

## اپن‌بی‌اس‌دی
در دسامبر ۱۹۹۴، تئو که یکی از توسعه‌دهندگان ارشد نت‌بی‌اس‌دی و همینطور از اعضای تیم هسته توسعه این سیستم‌عامل بود، تقاضای استعفا کرد و دسترسی او مخزن کدهای منبع نت‌بی‌اس‌دی قطع شد. دلیل این کار به درستی روشن نیست. هر چند عده‌ای دلیل انجام این کار را درگیری شخصی در لیست پستی نت‌بی‌اس‌دی گفته‌اند.
در اکتبر ۱۹۹۵ تئو با انشعاب نت‌بی‌اس‌دی ۱٫۰ پروژه جدید به نام اپن‌بی‌اس‌دی را آغاز کرد. از آن موقع به بعد اپن‌بی‌اس‌دی هر شش ماه یک بار منتشر می‌شود و هر نسخه آن هم به مدت یک سال پشتیبانی می‌شود.

### لغو شدن بودجه دارپا
درات در آوریل سال ۲۰۰۳ در مصاحبه‌ای مخالفت خود با حمله آمریکا به عراق را اعلام کرد که این کار باعث شد یک بودجه چند میلیارد دلاری از طرف دارپا به پروژه پوز در دانشگاه پنسیلوانیا لغو شود. این مسئله در پایان‌یافتن کار آن پروژه مؤثر بود.

### حمایت از درایورهای آزاد
درات همچنین به خاطر حمایت از درایورهای آزاد شناخته می‌شود. او توسعه‌دهندگان لینوکس و دیگر سکوها را به خاطر مدارا کردن با درایورهای غیر آزاد و قبول کردن توافقنامه عدم افشا نقد می‌کند. درات به ویژه کارهای زیادی را برای قانع کردن تولید کنندگان کارت شبکه بی‌سیم انجام داده تا آن‌ها میان‌افزارهای محصولات خود را به شکل آزاد منتشر کنند. این کارها به شدت موفقیت‌آمیز بود، به ویژه مذاکرات با شرکت‌های تایوانی بسیار موفقیت‌آمیز بود و باعث شد شرکت‌های تایوانی درایورهای بسیاری از کارت‌های بی‌سیم خود را به شکل آزاد منتشر کنند. امروزه درات کاربران را تشویق می‌کند «تا به خاطر عدم تمایل شرکت‌های آمریکایی نظیر اینتل و برودکام، برای منتشر کردن میان‌افزارهای محصولات خود به شکل آزاد، از شرکت‌های تایوانی خرید کنند.»
به خاطر این گونه فعالیت‌ها، درات در سال ۲۰۰۴ جایزه پیشرفت در نرم‌افزار آزاد را از بنیاد نرم‌افزارهای آزاد دریافت کرد.

### درگیری با توسعه‌دهندگان لینوکس
در آوریل ۲۰۰۷ وقتی که گروهی از توسعه دهندگان لینوکس سعی کردند مجوز درایور ath5k را (که یک درایور دوپروانه‌ای بود) تغییر دهند، درگیری در لیست پستی اپن‌بی‌اس‌دی به وجود آمد که تئو آن را به شرح زیر خلاصه کرد:
«طرفداران جی‌پی‌ال میگن بزرگترین مشکلی که ما باهاش روبرو هستیم اینه که شرکت‌ها کدهای ما که تحت مجوز بی‌اس‌دی هستند رو می‌گیرند، اونها رو تغییر میدن و دیگه به ما برنمی‌گردونند. نخیر، مشکل بزرگی که ما داریم اینه که مردم کدهای ما رو تحت مجوز جی‌پی‌ال درمیارن و این شکلی مثل همون شرکت‌ها دست ما رو می‌بندند. درست مثل جامعه لینوکس، ما هم شرکت‌های زیادی داریم که همیشه کدها رو به ما برمی‌گردونند. اما وقتی که کد جی‌پی‌ال شد، دیگه هیچوقت نمی‌تونیم برش گردونیم.»